# Президент Кіпру
Президент Республіки Кіпр (грец. Πρόεδρος της Κυπριακής Δημοκρατίας) — голова держави та уряду Республіки Кіпр. Обирається на п'ять років загальним голосуванням. Вибори проходять у два тури, якщо у першому турі жоден з кандидатів не набере більше половини голосів, у другий тур виходять два кандидати, які набрали найбільшу кількість голосів. Кількість строків, які одна людина може обіймати посаду, не обмежено. Посада введена 1960 року після здобуття Кіпром незалежності від Великої Британії. Нині посаду обіймає Нікос Христодулідіс.

## Список президентів Кіпру
| # | Ім'я                                                                     | Початок повноважень | Кінець повноважень | Політична партія                          |
| - | ------------------------------------------------------------------------ | ------------------- | ------------------ | ----------------------------------------- |
| 1 | Архієпископ Макаріос III (повалений)                                     | 16 серпня 1960      | 15 липня 1974      | безпартійний                              |
|   | Нікос Сампсон (прийшов до влади в результаті перевороту)                 | 15 липня 1974       | 23 липня 1974      | ЕОКА                                      |
|   | Глафкос Клірідіс (виконувач обов'язків як голова палати депутатів Кіпру) | 23 липня 1974       | 7 грудня 1974      | Об'єднана демократична партія             |
|   | Архієпископ Макаріос III                                                 | 7 грудня 1974       | 3 серпня 1977      | безпартійний                              |
| 2 | Спірос Кіпріану                                                          | 3 вересня 1977      | 28 лютого 1988     | Демократична партія                       |
| 3 | Георгіос Васіліу                                                         | 28 лютого 1988      | 28 лютого 1993     | Об'єднані демократи                       |
| 4 | Глафкос Клірідіс                                                         | 28 лютого 1993      | 28 лютого 2003     | Демократичне об'єднання                   |
| 5 | Тассос Пападопулос                                                       | 28 лютого 2003      | 28 лютого 2008     | Демократична партія                       |
| 6 | Деметріс Христофіас                                                      | 28 лютого 2008      | 28 лютого 2013     | Прогресивна партія трудового народу Кіпру |
| 7 | Нікос Анастасіадіс                                                       | 28 лютого 2013      | 28 лютого 2023     | Демократичне об'єднання                   |
| 8 | Нікос Христодулідіс                                                      | 28 лютого 2023      | Чинний             | безпартійний                              |